# Juan Español
Juan Español es la personificación nacional del español medio, similar al John Smith de los países anglosajones o a otras denominaciones (como Joe Public en Reino Unido y John Doe en Estados Unidos).
Se le emplea a veces en el diseño de los documentos de identidad u otro tipo de impresos oficiales, como ejemplo de nombre (y dos apellidos -Juan Español Español-);.
También ese nombre es usado cuando, por razones literarias o periodísticas, conviene personificar o humanizar un promedio social o demográfico, atribuyéndolo a un rasgo de la personalidad española.

## En la televisión
- Una serie televisiva de los años setenta llevaba el título Historias de Juan Español.